# Stolpersteine in Singen (Hohentwiel)

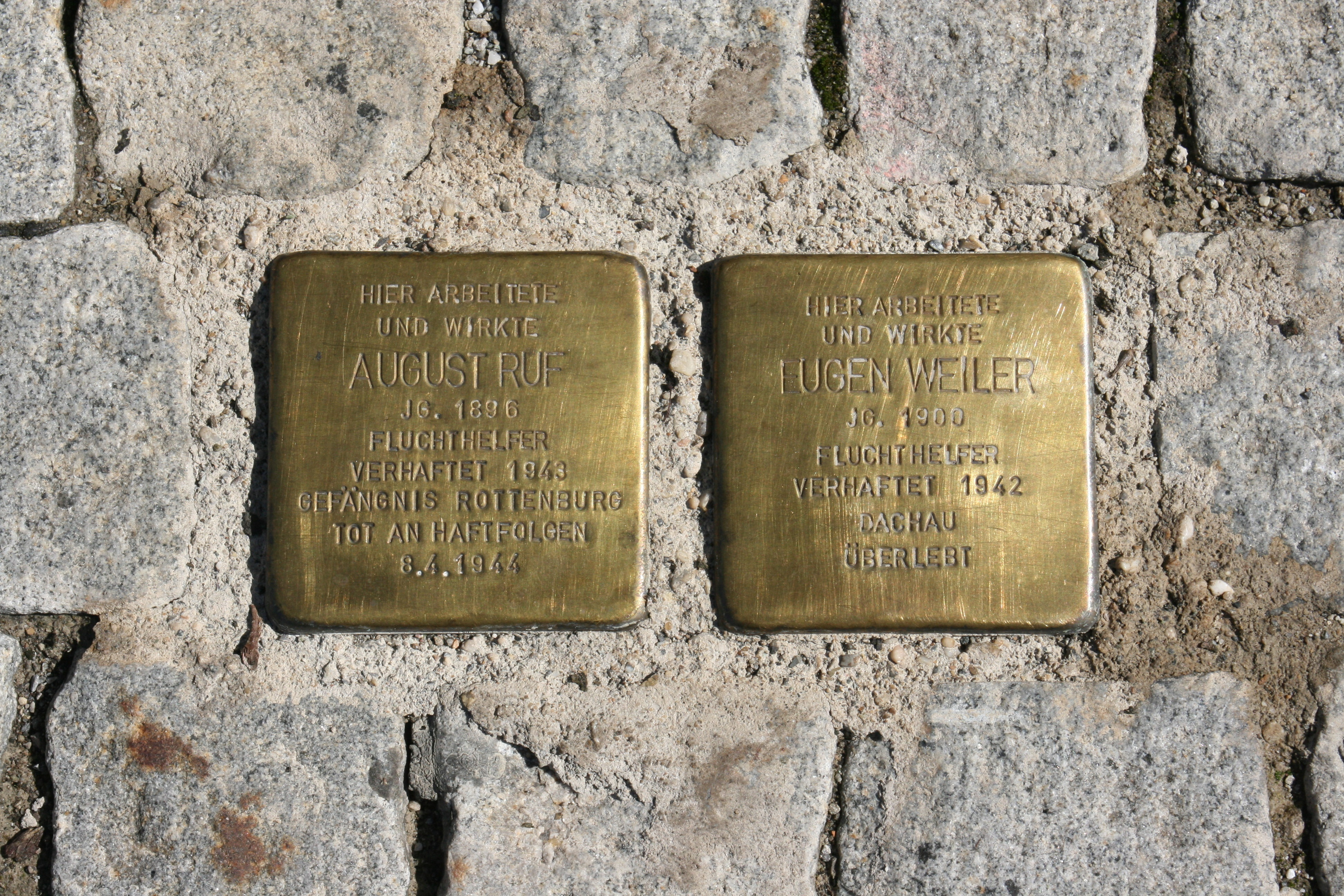
Stolpersteine „August Ruf“ und „Eugen Weiler“

Die Stolpersteine in Singen (Hohentwiel) sind besondere Pflastersteine in Gehwegen, die an die Opfer der nationalsozialistischen Diktatur in der baden-württembergischen Stadt Singen (Hohentwiel) im Landkreis Konstanz in Deutschland erinnern sollen.
In Singen gab es etwa 170 Opfer des Nationalsozialismus.

## Stolpersteine
Die Stolpersteine sind ein Projekt des Künstlers Gunter Demnig. Mit diesen kleinen Gedenktafeln soll an das Schicksal der Menschen erinnert werden, die während des Nationalsozialismus ermordet, deportiert, vertrieben oder in den Suizid getrieben wurden.
Stolpersteine sind kubische Betonsteine mit einer Kantenlänge von zehn Zentimetern, auf deren Oberseite sich eine individuell beschriftete Messingplatte befindet. Sie werden in der Regel vor den letzten frei gewählten Wohnhäusern der NS-Opfer niveaugleich in die Pflaster der Gehwege eingelassen. Mittlerweile gibt es über 116.000 Steine (Stand: Dezember 2024) nicht nur in Deutschland, sondern auch in 31 weiteren europäischen Ländern. Die Stolpersteine sind das größte dezentrale Mahnmal der Welt.
Im Juli 2010 verlegte Gunter Demnig die ersten Stolpersteine in Singen. Inzwischen sind 90 Steine auf den Gehwegen Singens verlegt worden.
Anmerkung: Die Tabelle ist alphabetisch nach Adresse sortiert, lässt sich aber auch nach Nachnamen sortieren.

## Verlegte Stolpersteine
| Stolperstein    | Inschrift | Standort                                             | Name, Leben |
| --------------- | --- | ---------------------------------------------------- | --- |
|                 | HIER WOHNTE ADOLF WICKER JG. 1893 VERHAFTET 1942 FLUCHTHELFER GESTAPOHAFT 1942 ZUCHTHAUS PLÖTZENSEE ZWANGSARBEIT IM EISMEER ASCHENDORFER MOOR BEFREIT - ÜBERLEBT              | Alemannenstraße 1 ·                                  | Adolf Wicker wurde Heiligabend 1893 als Sohn deutscher Eltern im Schweizer Oberuzwil geboren. Mit der Machtergreifung Adolf Hitlers im Januar 1933 wurde er arbeitslos und lebte mit seiner Frau und zwei Jungen in ärmlichen Verhältnissen. Im November 1936 kam Wicker in das KZ Kislau. Während des Zweiten Weltkriegs half er im Juli 1942 sieben elsässischen Fremdarbeitern und einem französischen Kriegsgefangenen zur Flucht von Singen über die Grenze zur Schweiz. Aufgrund eines Verrats wurde Wicker wenig später verhaftet, ins Gefängnis gesteckt und am 12. Juli 1943 in Trier vom Volksgerichtshof unter Vorsitz des Präsidenten Roland Freisler wegen Landesverrats zu acht Jahren Zuchthaus verurteilt. Wicker kam nach Plötzensee und von dort nach Lappland um seine Strafe durch den Bau der Eismeerstraße abzubüßen. Im Frühjahr 1945 wurde Adolf Wicker in eines der Emslandlager bei Papenburg überführt und dort später von der britischen Armee befreit. Er konnte zu seiner Familie, die den Krieg einigermaßen gut überstanden hatte, nach Singen zurückkehren. Der Stolperstein wurde am 13. November 2012 verlegt. |
|                 | HIER LERNTE EUGEN LÖWINSTEIN MOSCHE LITAN JG. 1916 FLUCHT 1933 PALÄSTINA ÜBERLEBT                                                                                             | Alemannenstraße 21 · vor dem Hegau-Gymnasium ·       | Eugen Löwinstein wurde 1918 als zweiter Sohn seiner Eltern Josef und Helene in Konstanz geboren. Nach dem Tod des Vaters kam Eugen mit seiner Mutter und den Brüdern Max (* 1914) und Isidor (* 1920) 1930 nach Singen. Später konnten Eugen und Max über Hamburg nach Palästina fliehen. Der Stolperstein wurde 2010 verlegt. |
|                 | HIER LERNTE ISIDOR LÖWINSTEIN JG. 1920 FLUCHT 1938 PALÄSTINA ÜBERLEBT | Alemannenstraße 21 · vor dem Hegau-Gymnasium ·       | Isidor Löwinsstein wurde 1920 in Konstanz geboren. Nach dem Tod des Vaters kam „Isi“ mit seiner Mutter und den Brüdern Max (* 1914) und Eugen (* 1918) 1930 nach Singen. 1938 erhielt er eine Ausreiseerlaubnis nach Palästina. Der Stolperstein wurde 2010 verlegt. |
|                 | HIER LERNTE HEINZ HEILBRONN JG. 1920 FLUCHT 1938 SCHWEIZ | Alemannenstraße 21 · vor dem Hegau-Gymnasium ·       | Heinz Heilbronn Der Stolperstein wurde 2010 verlegt. |
|                 | HIER WOHNTE MAX PORZIG JG. 1879 VERHAFTET 22.8.1944 AKTION 'GITTER' KZ NATZWEILER DACHAU KZ ALACH ÜBERLEBT                                                                    | Alemannenstraße 65 ·                                 | Max Porzig zu Ehren wurde die „Max-Porzig-Straße“ im Singener Norden benannt. Der Stolperstein wurde 2010 verlegt. |
|                 | HIER WOHNTE MAXIMILIAN SEEBACHER JG. 1907 IM WIDERSTAND/SPD VERHAFTET 1943& WEHRKRAFTZERSETZUNG GEFÄNGNIS ULM KAMPFMITTEL-RÄUMDIENST TOT 29.7.1944                            | Am Posthalterwäldle 55 ·                             | Maximilian Seebacher wurde am 24. Januar 1907 in Singen geboren. An einer Magenkrankheit leidend, konnte er später nur leichte Arbeiten beim Aluminiumwerk und dann bei Maggi ausführen. Im September 1943 wurde Seebacher aufgrund kritischer Äußerungen verhaftet und wegen Wehrkraftzersetzung verurteilt: „Seine Äußerungen hätten nicht nur die Zeugen in ihrem Vertrauen auf den deutschen Endsieg erschüttert, sondern auf weitere Personen durch das Weitertratschen zersetzend einwirken können.“ Bis Juli 1944 saß Max Seebacher im Singener, dann im Ulmer Gefängnis. Hier wurde er einem Bombenräumungskommando zugeordnet, das in Biberach während der Entschärfung eines Blindgängers bei der Explosion desselben ums Leben kam. Am 3. August 1944 wurde Seebacher in der Nähe Biberachs beerdigt. Der Stolperstein wurde am 20. Februar 2018 verlegt. |
|                 | HIER WOHNTE ADOLF BIEDERMANN JG. 1933 FLUCHT 1936 PARAGUAY ÜBERLEBT | Audifaxstraße 3 ·                                    | Adolf Biedermann Der Stolperstein wurde am 10. März 2013 verlegt. |
|                 | HIER WOHNTE ERICH BIEDERMANN JG. 1928 FLUCHT 1936 PARAGUAY ÜBERLEBT | Audifaxstraße 3 ·                                    | Erich Biedermann Der Stolperstein wurde am 10. März 2013 verlegt. |
|                 | HIER WOHNTE GRETEL BIEDERMANN GEB. LÖWY JG. 1904 FLUCHT 1936 PARAGUAY ÜBERLEBT                                                                                                | Audifaxstraße 3 ·                                    | Gretel Biedermann Der Stolperstein wurde am 10. März 2013 verlegt. |
|                 | HIER WOHNTE HEINZ BIEDERMANN JG. 1926 FLUCHT 1936 PARAGUAY ÜBERLEBT | Audifaxstraße 3 ·                                    | Heinz Biedermann Der Stolperstein wurde am 10. März 2013 verlegt. |
|                 | HIER WOHNTE JOSEF BIEDERMANN JG. 1895 FLUCHT 1936 PARAGUAY ÜBERLEBT | Audifaxstraße 3 ·                                    | Josef Biedermann (* 18. Dezember 1895), als Reisender für eine Berner Uhrmacherei tätig, und Gretel (* 29. Januar 1904 in Zürich) wohnten mit den drei Söhnen Heinz (* 24. April 1926), Kurt (* 19. Juli 1927) und Erich (* 22 Oktober 1928) in Randegg. 1931 zogen sie nach Singen um. Mit dem vierten Sohn, Adolf (* 19. September 1933), und Tochter Klara (* 2. Dezember 1934) zog die Familie in eine städtische Wohnung in der Audifaxstraße 3. Die Zeichen der Zeit richtig einschätzend und aufgrund von immer stärkeren Anfeindungen emigrierte die Familie 1936 nach Paraguay. Der Stolperstein wurde am 10. März 2013 verlegt. |
|                 | HIER WOHNTE KLARA BIEDERMANN JG. 1934 FLUCHT 1936 PARAGUAY ÜBERLEBT | Audifaxstraße 3 ·                                    | Klara Biedermann Der Stolperstein wurde am 10. März 2013 verlegt. |
|                 | HIER WOHNTE KURT BIEDERMANN JG. 1927 FLUCHT 1936 PARAGUAY ÜBERLEBT | Audifaxstraße 3 ·                                    | Kurt Biedermann Der Stolperstein wurde am 10. März 2013 verlegt. |
|                 | HIER LEBTE JULIUS WÖHRLE JG. 1911 IM WIDERSTAND DENUNZIERT VERHAFTET 1940 GEFÄNGNIS MANNHEIM GEFÄNGNIS LUDWIGSBURG 1940 BÖRGERMOOR ENTLASSEN 1942                             | August-Ruf-Straße 9 ·                                | Julius Wöhrle wurde am 5. Februar 1911 im elsässischen Neudorf geboren. Über Meßkirch kam er mit seiner Familie 1929 nach Singen. Hier erlernte er im elterlichen Betrieb den Beruf eines Maß- und Reparatur-Schuhmachers; 1939 bestand er die Prüfung zum Orthopädischen Maß- und Reparatur-Schuhmachermeister. Anfang Februar 1940 wurde Julius Wöhrle von der Gestapo verhaftet und am 7. Juni vom Sondergericht Mannheim wegen Rundfunkverbrechens zu einer Zuchthausstrafe von einem Jahr und drei Monaten verurteilt. Die Zeit verbrachte er im Ludwigsburger Zuchthaus, in der Strafanstalt Lingen, im KZ Börgermoor im Emsland sowie im Strafgefangenenlager „Elbregulierung Griebo“ bei Coswig. Nach Wöhrles Entlassung Anfang März 1943 erfolgte nur zweieinhalb Wochen später seine Einberufung zum Wehrdienst nach Braunsberg in Ostpreußen, dreieinhalb Jahre später kam Wöhrle aus Krieg und Gefangenschaft zurück nach Singen. Er starb am 18. April 2000. Der Stolperstein wurde am 31. Januar 2015 verlegt. |
|                 | HIER WOHNTE WILHELM GUGGENHEIM JG. 1885 FLUCHT 1934 SPANIEN 1937 FRANKREICH DEPORTIERT 1942 AUSCHWITZ ERMORDET 19.12.1942                                                     | Bahnhofstraße 17 ·                                   | Wilhelm Guggenheim Der Stolperstein wurde am 13. Juni 2024 verlegt. |
|                 | HIER WOHNTE JETTE 'JETTCHEN' GUGGENHEIM GEB. GOLDSCHMIDT JG. 1892 FLUCHT 1934 SPANIEN 1937 FRANKREICH DEPORTIERT 1942 AUSCHWITZ ERMORDET 19.09.1942                           | Bahnhofstraße 17 ·                                   | Jette Guggenheim, „Jettchen“ Der Stolperstein wurde am 13. Juni 2024 verlegt. |
|                 | HIER WOHNTE HANS-HARTWIG GUGGENHEIM JG. 1922 FLUCHT 1934 SPANIEN 1937 FRANKREICH 1943 SCHWEIZ                                                                                 | Bahnhofstraße 17 ·                                   | Hans-Hartwig Guggenheim Der Stolperstein wurde am 13. Juni 2024 verlegt. |
|                 | HIER WOHNTE JOHANNA SCHWARZ GEB. MICHEL JG. 1872 DEPORTIERT 1940 GURS ERMORDET 24.4.1943                                                                                      | Stadtteil Bohlingen, · Bohlinger Dorfstraße 32 ·     | Johanna Schwarz Der Stolperstein wurde am 14. Juli 2011 verlegt. |
|                 | HIER WOHNTE MAX NEUSTÄDTER JG. 1922 FLUCHT 1934 FRANKREICH VERSTECKT ÜBERLEBT                                                                                                 | Burgstraße 3 ·                                       | Max Neustädter Der Stolperstein wurde am 13. Juni 2024 verlegt. |
|                 | HIER WOHNTE HEINRICH WEBER JG. 1885 SPD.NATURFREUND 1944 VERHAFTUNGSWELLE NACH ATTENTAT NATZWEILER/ALACH MAUTHAUSEN ERMORDET 25.09.1944                                       | Byk-Gulden-Straße 11 ·                               | Heinrich Weber wurde am 11. September 1885 in Freiburg im Breisgau geboren. Er war Heizer und Maschinist bei Georg Fischer. Vor 1933 gehörte er zu jenem Personenkreis, der im Umfeld der Arbeiterbewegung umfassend, das heißt, in vielen Bereichen und auf vielen Ebenen tätig war. Weber wurde im August 1944 im Rahmen der Aktion „Gitter“, die auf das misslungene Attentat vom 20. Juli 1944 folgte, verhaftet. Mit rund 30 weiteren Personen aus Singen wurde er zunächst in das elsässische KZ Natzweiler-Struthof verschleppt. Aufgrund des schnellen Vorrückens der Alliierten an der Westfront wurden die Häftlinge nach Dachau, von da ins Außenlager Allach und von da in das KZ Mauthausen (im Volksmund „Mordhausen“) bei Linz verlegt. Hier starb Heinrich Weber am 25. September 1944; seine Urne wurde im Dezember 1944 in Singen beigesetzt. Der Stolperstein wurde am 14. Juli 2011 verlegt. |
|                 | BERNHARD KUDERER JG. 1899 IM WIDERSTAND/KPD 'VERBREITUNG ILLEGALER SCHRIFTEN' 1933-1934 MEHRFACH VERHAFTET FLUCHT SCHWEIZ                                                     | Ekkehardstraße 15 ·                                  | Bernhard Kuderer |
|                 | SUSANNE KUDERER GEB. SCHÜLE JG. 1911 IM WIDERSTAND/KPD 'VERBREITUNG ILLEGALER SCHRIFTEN' 1933-1934 FLUCHT SCHWEIZ                                                             | Ekkehardstraße 15 ·                                  | Susanne Kuderer, geb. Schüle |
|                 | HIER WOHNTE OTTO KORM JG. 1894 IM WIDERSTAND/KPD FLUCHT 1933 SCHWEIZ | Ekkehardstraße 21 ·                                  | Otto Korm wurde am 24. Dezember 1894 in Leipzig geboren. Er erlernte den Beruf des Kaufmanns, war verheiratet und Vater von drei Kindern. Später eröffnete er in der Ekkehardstraße eine Buchhandlung sowie ein Geschäft für Rauchwaren. Er nahm am Ersten Weltkrieg teil und kehrte gesundheitlich schwer gezeichnet aus dem Krieg zurück. Zunächst war er Mitglied der SPD, wechselte jedoch Anfang bis Mitte der 1920er Jahre zur KPD. Nach der Machtübernahme der Nationalsozialisten am 30. Januar 1933 erhielt er einen dringenden Anruf eines engen Freundes: „Du musst sofort verschwinden.“ Zu dieser Zeit begann die Gestapo, gezielt Jagd auf politische Gegner zu machen. Mit Hilfe eines befreundeten Taxiunternehmers gelang Otto Korm die Flucht in die Schweiz, nach Zürich, wo er bei Freunden unterkam. Infolge seiner Kriegsverletzungen verbrachte er anschließend anderthalb Jahre im Deutschen Kriegerkurhaus in Davos. Etwa im März 1936 trat Otto Korm, schon vom Tod gezeichnet, die Rückreise nach Deutschland an. Liegend und begleitet von einer Diakonissenschwester, die ihn energisch vor dem Zugriff der NSDAP bewahrte, erreichte er Singen am Hohentwiel, wo er direkt ins Krankenhaus eingeliefert wurde. Ohne weitere Repressalien seitens der NSDAP - allein aufgrund seiner körperlichen Gebrechen - konnte er Anfang Oktober desselben Jahres schließlich zu seiner Ehefrau und seinen Kindern zurückkehren. Otto Korm verstarb am 23. Oktober 1936 an den Spätfolgen seiner schweren Kriegsverletzungen aus dem Ersten Weltkrieg im Alter von 42 Jahren. |
|                 | HIER WOHNTE DORA POLLACK JG. 1908 FLUCHT 1936 LIECHTENSTEIN SCHWEIZ ÜBERLEBT                                                                                                  | Ekkehardstraße 89 ·                                  | Dora Pollack wurde am 4. März 1908 in Emmendingen geboren. Mit ihrem Mann Franz-Josef Pollack zog sie im Januar 1932 nach Singen. Im Oktober desselben Jahres brachte sie ihre Tochter Renate Johanna (siehe unten) zur Welt. Am 1. Mai 1936 zog die Familie nach Mauren in Liechtenstein. Über La Chaux-de-Fonds in der Schweiz kam sie 1948 nach Schaffhausen; ihr Mann lebte schon vier Jahre dort und arbeitete als Geschäftsführer einer Handschuhfabrik. 1980 starb Dora Pollack an den Folgen eines Krebsleidens. Ihre Eltern, Schwester und Tante wurden in das Camp de Gurs und von dort wahrscheinlich in das Vernichtungslager Treblinka, wo alle umgekommen sind, deportiert. |
|                 | HIER WOHNTE FRANZ-JOSEF POLLACK JG. 1901 FLUCHT 1936 LIECHTENSTEIN SCHWEIZ& ÜBERLEBT                                                                                          | Ekkehardstraße 89 ·                                  | Franz-Josef Pollack wurde am 28. Januar 1901 in Nürnberg geboren; er erhielt, weil sein Vater in Pressburg geboren worden war, die österreichisch-ungarische Staatsbürgerschaft. 1924 zog die Familie nach Gailingen. Nach der Einbürgerung in Deutschland (1929), wurde Franz-Josef 1931 Teilhaber im Geschäft für Weiß- und Wollwaren seines Vaters in der Singener Hegaustraße. Im Oktober 1932 wurde Tochter Renate Johanna (siehe unten) geboren. Nach der Arisierung des Geschäfts ging die Familie Anfang Mai nach Mauren in Liechtenstein und später nach La Chaux-de-Fonds in der Schweiz. Franz-Josef kam 1944 nach Schaffhausen, vier Jahre später folgten ihm seine Frau und Tochter. 1955 erhielt er die Schweizer Staatsbürgerschaft. Franz-Josef Pollack starb 1989 an den Folgen eines Unfalls. Der Stolperstein wurde 2010 verlegt. |
|                 | HIER WOHNTE RENATE JOHANNA REISS GEB. POLLACK JG. 1932 FLUCHT 1936 LIECHTENSTEIN SCHWEIZ ÜBERLEBT                                                                             | Ekkehardstraße 89 ·                                  | Renate Johanna Reiss, geb. Pollack, wurde am 13. Oktober 1932 in Singen geboren. Anfang Mai 1936 verließ die Familie Pollack die Heimat Richtung Liechtenstein. Nach dreieinhalb Jahren in Mauren zog die Familie nach La Chaux-de-Fonds in der Schweiz. Mitte 1948 folgte die Familie dem Vater nach Schaffhausen. Über England (1952) wanderte Johanna Reiss 1953 in die USA aus und heiratete dort. Mit ihrem Mann und zwei Kindern ging sie 1971 nach Panama, kam aber 1979 zurück in die Vereinigten Staaten nach Tucson in Arizona. |
|                 | HIER WOHNTE FRIDOLIN MAURER JG. 1896 IM WIDERSTAND/KPD VERHAFTET 22.08.1944 'AKTION GITTER' KZ ALLACH,NATZWEILER DACHAU, MAUTHAUSEN ENTLASSEN 18.10.1944                      | Ekkehardstraße 98 ·                                  | Fridolin Maurer Der Stolperstein wurde am 13. Juni 2024 verlegt. |
|                 | HIER WOHNTE MARTIN BOLLIN JG. 1894 EINGEWIESEN HEILANSTALT RASTATT 'VERLEGT' 1940 GRAFENECK ERMORDET 1940 AKTION T4                                                           | Fittingstraße 1 ·                                    | Martin Bollin wurde am 3. April 1894 in Uttenhofen geboren. Von Rastatt kam er Anfang Dezember 1936 mit seiner Frau Emma (* 23. Oktober 1893) und den gemeinsamen Töchtern Elsa (* 25. Mai 1923) und Liselotte (* 16. April 1924) nach Singen. 1938 wurde die Ehe geschieden. Zwei Jahre später kam Bollin über die Pflegeanstalt Rastatt nach Grafeneck. Wann Martin Bollin hier umgebracht wurde, lässt sich nicht mehr recherchieren. Der Stolperstein wurde am 10. März 2013 verlegt. |
|                 | HIER WOHNTE HERMANN 'QUAPP' WEBER JG. 1909 IM WIDERSTAND SEIT 1933 MEHRFACH VERHAFTET ZULETZT GESTAPOHAFT 1940 GEFÄNGNIS KARLSRUHE TOT AN DEN FOLGEN 1940                     | Fittingstraße 1 ·                                    | Hermann Weber alias Quapp Alfred Der Stolperstein wurde am 10. März 2013 verlegt. |
|                 | HIER WOHNTE ERNA SCHÄRF GEB. BEIGEL JG. 1908 FLUCHT 1933 PALÄSTINA | Freiheitsstraße 19–21 ·                              | Erna Schärf, geb. Beigel Der Stolperstein wurde am 13. November 2012 verlegt. |
|                 | HIER WOHNTE ESTHER SCHÄRF JG. 1931 FLUCHT 1933 PALÄSTINA | Freiheitsstraße 19–21 ·                              | Esther Schärf Der Stolperstein wurde am 13. November 2012 verlegt. |
|                 | HIER WOHNTE RUTH SCHÄRF JG. 1933 FLUCHT 1933 PALÄSTINA | Freiheitsstraße 19–21 ·                              | Ruth Schärf Der Stolperstein wurde am 13. November 2012 verlegt. |
|                 | HIER WOHNTE SALO SCHÄRF JG. 1898 FLUCHT 1933 PALÄSTINA ÜBERLEBT | Freiheitsstraße 19–21 ·                              | Salo Schärf Der Stolperstein wurde am 13. November 2012 verlegt. |
|                 | HIER WOHNTE JULIUS BAADER JG. 1906 IM WIDERSTAND/KPD VERHAFTET 1933 FLUCHTHILFE VERBREITUNG VERBOTENER SCHRIFTEN ZUCHTHAUS LUDWIGSBURG LAGER ASCHENDORFER-MOOR ENTLASSEN 1939 | Görresstraße 4 ·                                     | Julius Bader Der Stolperstein wurde am 20. Februar 2018 verlegt. |
|                 | HIER WOHNTE KARL BINZ JG. 1895 IM WIDERSTAND/KPD SEIT 1938 MEHRERE GEFÄNGNISSE ZULETZT SCHWÄBISCH HALL ENTLASSEN 15.5.1939                                                    | Görresstraße 4 ·                                     | Karl Binz Der Stolperstein wurde am 2. Juli 2016 verlegt. |
|                 | HIER WOHNTE KUNIGUNDE WAIBEL JG. 1868 EINGEWIESEN HEIL- UND PFLEGEANSTALT REICHENAU 'VERLEGT' 27.6.1940 GRAFENECK AKTION T4 ERMORDET 27.6.1940                                | Hadwigstraße 20 ·                                    | Kunigunde Waibel Der Stolperstein wurde am 13. November 2012 verlegt. |
|                 | HIER WOHNTE JOSEF BREGER JG. 1904 FLUCHT 1933 RUMÄNIEN 1938 PALÄSTINA | Hadwigstraße 28 ·                                    | Josef Breger Der Stolperstein wurde am 13. Juni 2024 verlegt. |
|                 | HIER WOHNTE ADELE BREGER GEBOREN BEER JG. 1903 FLUCHT 1933 RUMÄNIEN 1938 PALÄSTINA                                                                                            | Hadwigstraße 28 ·                                    | Adele Breger, geb. Beer Der Stolperstein wurde am 13. Juni 2024 verlegt. |
|                 | HIER WOHNTE BERTHOLD BREGER JG. 1932 FLUCHT 1933 RUMÄNIEN 1938 PALÄSTINA | Hadwigstraße 28 ·                                    | Berthold Breger Der Stolperstein wurde am 13. Juni 2024 verlegt. |
|                 | HIER ARBEITETE HELENE LÖWINSTEIN GEB. BARASCH JG. 1891 AUSGEWIESEN 1938 FLUCHT 1938 ITALIEN ENGLAND PALÄSTINA ÜBERLEBT                                                        | Hadwigstraße 28 ·                                    | Helene Löwinstein wurde 1891 in Polen geboren. 1913 wanderte sie mit ihrem Mann Josef nach Deutschland aus. Sie ließen sich in Konstanz nieder und eröffneten dort ein Tabakgeschäft. Nur drei Jahre nach der Geburt des jüngsten Sohnes starb ihr Mann 1923; Helene Löwinstein stand mit ihren drei Söhnen Max (* 1914), Eugen (* 1918) und Isidor (* 1920) alleine da. 1930 bekam sie eine Anstellung als Handelsvertreterin bei Salo Schärf, Inhaber des Möbelhauses „Roll & Co.“ in Singen. Nach der „Arisierung“ des Geschäfts folgte sie 1937 ihren Söhnen Max und Eugen nach Hamburg, kehrte aber kurze Zeit später zu ihrem Jüngsten nach Singen zurück. Ein Jahr später sollte Helene Löwinstein nach Polen ausgewiesen werden, wollte aber über Köln nach Frankreich ausreisen. Die SA entdeckte ihr Vorhaben, sodass sie nach München reiste. In Mailand wurde sie ein Jahr festgehalten, ehe Helene über Frankreich zu Freunden in London in Sicherheit kam. 1947, zehn Jahre nach ihrer Rückreis nach Singen, traf sie mit ihren drei Söhnen in Jerusalem wieder zusammen. Hier lebte Helene Löwinstein bis zu ihrem Tod im Jahr 1986. Der Stolperstein wurde am 14. Juli 2011 verlegt. |
|                 | HIER WOHNTE MAX LÖWINSTEIN JG. 1914 FLUCHT 1934 PALÄSTINA ÜBERLEBT | Hadwigstraße 28 ·                                    | Max Löwinstein (* 25. März 1914 in Konstanz) zog nach dem Tod des Vaters mit seiner Mutter Helene und seinen beiden Brüdern Eugen und Isidor 1930 nach Singen. Nach dem Besuch des Hegau-Gymnasiums bekam Max eine Anstellung bei Salo Schärf, Inhaber des Möbelhauses „Roll & Co.“ Anfang 1934 wurde Max von dem neuen, „arischen“ Besitzer hinausgeschmissen. Max, die Zeichen der Zeit erkennend, ging im Sommer 1934 nach Hamburg und arbeitete dort in der Fairplay Reederei. Deren Eigentümerin, Lucy Borchard, verhalf Max zu einer seemännischen Ausbildung und später zur Auswanderung nach Palästina. Dort fanden nach dem Krieg alle Löwinsteins wieder zusammen. Der Stolperstein wurde am 14. Juli 2011 verlegt. |
|                 | HIER WOHNTE EDWIN MÜLLER JG. 1896 KOMMUNIST 1944 VERHAFTUNGSWELLE NACH ATTENTAT NATZWEILER DACHAU MAUTHAUSEN BEFREIT ÜBERLEBT                                                 | Harsenstraße 6 ·                                     | Edwin Müller Der Stolperstein wurde am 14. Juli 2011 verlegt. |
|                 | HIER WOHNTE ANTON REIGL JG. 1896 VERHAFTET 1933 / 1936 'VORBEREITUNG ZUM HOCHVERRAT' 1944 VERHAFTUNGSWELLE NACH ATTENTAT NATZWEILER DACHAU BEFREIT ÜBERLEBT                   | Harsenstraße 12 ·                                    | Anton Reigl Der Stolperstein wurde am 14. Juli 2011 verlegt. |
|                 | HIER WOHNTE ERNST WEILER JG. 1909 EINGEWIESEN HEIL-PFLEGEANSTALT REICHENAU 'VERLEGT' 1940 GRAFENECK ERMORDET 7.5.1940 AKTION T4                                               | Harsenstraße 14 ·                                    | Ernst Weiler Der Stolperstein wurde am 14. Juli 2011 verlegt. |
|                 | HIER WOHNTE ANNA HARLANDER JG. 1907 FLUCHTHELFERIN VERHAFTET 1936 GEFÄNGNIS RADOLFZELL ÜBERLEBT                                                                               | Harsenstraße 36 ·                                    | Anna Harlander Der Stolperstein wurde 2010 verlegt. |
|                 | HIER WOHNTE GEORG HARLANDER JG. 1865 VERHAFTET 1936 'HOCHVERRAT' GEFÄNGNIS SCHWÄBISCH HALL ÜBERLEBT                                                                           | Harsenstraße 36 ·                                    | Georg Harlander Der Stolperstein wurde 2010 verlegt. |
|                 | HIER WOHNTE THERESE HARLANDER GEB. SCHUHBÖCK JG. 1867 VERHAFTET 1936 'HOCHVERRAT' GEFÄNGNIS GOTTESZELL TOT AN HAFTFOLGEN 1938                                                 | Harsenstraße 36 ·                                    | Therese Harlander Der Stolperstein wurde 2010 verlegt. |
|                 | HIER WOHNTE XAVER HARLANDER JG. 1905 VERHAFTET 1935 'HOCHVERRAT' KZ KISLAU 1938 FLOSSENBÜRG DACHAU ÜBERLEBT                                                                   | Harsenstraße 36 ·                                    | Xaver Harlander war von Beruf Gipser. Er wurde am 23. Januar 1935 von der Polizei in Singen festgenommen. Er arbeitete in Schaffhausen, fuhr also jeden Tag über die Grenze. Zunächst war Harlander bei der Polizei nur wegen des Besitzes von kommunistischen Druckschriften aufgefallen und wurde deswegen im Juni 1935 zu fünf Monaten Gefängnis verurteilt. Später gelang es der Polizei, einen ganzen Fluchthilfering auszuheben, zu der auch Harlander gehörte. Unter den bei Singen durchgeschleusten Flüchtlingen waren laut Xaver Harlander unter anderem der Schriftsteller Hans Marchwitza sowie der kommunistische Reichstagsabgeordnete Hans Beimler. Der Stolperstein wurde 2010 verlegt. |
|                 | HIER WOHNTE AUGUST HEMPP JG. 1888 IM WIDERSTAND DENUNZIERT VERHAFTET 1938 1940 NEUENGAMME, DACHAU ERMORDET 1940                                                               | Hauptstraße 19 ·                                     | August Hampp Der Stolperstein wurde am 31. Januar 2015 verlegt. |
|                 | HIER WOHNTE BERTA HAMPP GEB. VÖGLER JG. 1902 IM WIDERSTAND DENUNZIERT VERHAFTET 1938 GEFÄNGNIS KONSTANZ ENTLASSEN 1943                                                        | Hauptstraße 19 ·                                     | Berta Hampp, geb. Vögler Der Stolperstein wurde am 31. Januar 2015 verlegt. |
|                 | HIER ARBEITETE UND WIRKTE AUGUST RUF JG. 1896 FLUCHTHELFER VERHAFTET 1943 GEFÄNGNIS ROTTENBURG TOT AN HAFTFOLGEN 8.4.1944                                                     | Hauptstraße 58 ·                                     | August Ruf wurde am 5. November 1869 in Ettenheim geboren. Nach dem Theologie-Studium in Freiburg kam er über Radolfzell 1905 zur Pfarrei „St. Peter und Paul“ in Singen. 1930 wurde ihm vom Singener Gemeinderat das Ehrenbürgerrecht verliehen. Aufgrund seiner Einstellung zum Faschismus und öffentlich erhobenen Stimme gegen die Diktatur wurde er von den Nationalsozialisten verwarnt und 1941 das Schulverbot über ihn verhängt. Im Dezember 1943 trat Ruf, trotz schwerer Krankheit, eine Haftstrafe im Strafgefängnis in Rottenburg am Neckar an. Am 29. März 1944 entließ man August Ruf aufgrund seines schlechten Gesundheitszustandes nach Freiburg, wo er am 8. April verstarb. Der Stolperstein wurde 2010 verlegt. |
|                 | HIER ARBEITETE UND WIRKTE EUGEN WEILER JG. 1900 FLUCHTHELFER VERHAFTET 1942 DACHAU ÜBERLEBT                                                                                   | Hauptstraße 58 ·                                     | Eugen Weiler war Pfarrer aus Wiechs am Randen. Er wurde am 27. Mai 1900 im Baden-Badener Stadtteil Lichtental geboren. Auch er studierte Theologie in Freiburg. Wegen „antinationalsozialistischen“ Verhaltens wurde er immer wieder versetzt. Nach einer missglückten Fluchthilfe wurde Weiler am 1. Juni 1942 verhaftet und später in Schutzhaft genommen. Der für die Gestapo als „einer der gehässigsten Gegner der NSDAP“ geltende Weiler wurde im Oktober 1942 in das KZ Dachau eingeliefert. Nach der Befreiung im April 1945 kehrte er in seine Pfarrei zurück und war hier bis zu seinem Tode im Jahr 1992 tätig. Wie August Ruf wurde auch Eugen Weiler am 28. Februar 2005 von der Jerusalemer Gedenkstätte Yad Vashem mit dem Titel „Gerechter unter den Völkern“ ausgezeichnet – ein in Israel nach der Staatsgründung 1948 eingeführter Ehrentitel für nichtjüdische Einzelpersonen, die unter nationalsozialistischer Herrschaft während des Zweiten Weltkriegs ihr Leben einsetzten, um Juden vor der Ermordung zu retten. Der Stolperstein wurde 2010 verlegt. |
|                 | HIER ARBEITETE UND WIRKTE DANIEL JAKOB KAHN JG. 1878 VERHAFTET 22.8.1944 AKTION 'GITTER' KZ NATZWEILER DACHAU TOT AN HAFTFOLGEN                                               | Hohgarten 2 · vor dem Rathaus ·                      | Daniel Jakob Kahn wurde am 17. Januar 1878 in Mannheim geboren. Nach Schulzeit und einer Schneiderlehre war er ab 1898 als SPD-Mitglied politisch aktiv: Gemeinderat, Mitglied im badischen Landtag, Parteisekretär und später in Singen auch stellvertretender Bürgermeister. Nach Absetzung durch die nationalsozialistische Diktatur und Einstufung als politisch unzuverlässig wurde Kahn zum „Juden zweiten Grades“ (seine Mutter war eine Jüdin, sein Vater ein Christ) erklärt. Im Zuge der „Aktion Gitter“ wurde er am frühen Morgen des 22. August 1944 von Gestapo und Ortspolizei verhaftet und in das KZ Natzweiler verschleppt. Anfang September erfolgte die Verlegung in das KZ Dachau, aus dem er am 23. September entlassen wurde. Zurück in Singen verstarb Daniel Jakob Kahn am 8. November 1948 an den Spätfolgen seiner Haft. Kahn zu Ehren wurde die „Jakob-Kahn-Straße“ im Singener Norden benannt. Der Stolperstein wurde 2010 verlegt. |
|                 | HIER WOHNTE ANNA SCHWARZ GEB. BÜSSNER JG. 1897 IM WIDERSTAND VERHAFTET 1936 FLUCHTHILFE FRAUENHAFTANSTALT GOTTESZELL 1941 HAFTUNFÄHIG                                         | Inselstraße 5 ·                                      | Anna Schwarz Der Stolperstein wurde am 31. Januar 2015 verlegt. |
|                 | HIER WOHNTE WILHELM SCHWARZ JG. 1897 IM WIDERSTAND - KPD VERHAFTET 1935 'FLUCHTHILFE' 'HOCHVERRAT' ZUCHTHAUS LUDWIGSBURG ENTLASSEN 1939                                       | Inselstraße 5 ·                                      | Wilhelm Schwarz Der Stolperstein wurde am 31. Januar 2015 verlegt. |
| Bild gesucht BW | JOHANN SANNER | Mittelstraße 4 ·                                     | Johann Sanner Der Stolperstein wurde am 2. Juli 2016 verlegt. |
|                 | HIER WOHNTE ARTHUR SCHÄUFELE JG. 1913 VERHAFTET 1934 'HOCHVERRAT' KZ KISLAU DACHAU MAUTHAUSEN TODESORT UNBEKANNT                                                              | Mühlenstraße 3 ·                                     | Arthur Schäufele Der Stolperstein wurde 2010 verlegt. |
|                 | HIER WOHNTE JOHANN EHINGER JG. 1890 IM WIDERSTAND / KPD 'SCHUTZHAFT' 1933 GEFÄNGNIS RADOLFZELL GEFÄNGNIS MANNHEIM MAUTHAUSEN ERMORDET 24.12.1943                              | Mühlenstraße 23 ·                                    | Johann Ehinger Der Stolperstein wurde am 2. Juli 2016 verlegt. |
|                 | HIER WOHNTE SOFIE WETZEL JG. 1902 EINGEWIESEN HEILANSTALT RASTATT 'VERLEGT' 23.5.1940 GRAFENECK ERMORDET 23.5.1940 AKTION T4                                                  | Rielasinger Straße 140 ·                             | Sofie Wetzel Der Stolperstein wurde am 10. März 2013 verlegt. |
|                 | HIER WOHNTE GEORG BLOHORN JG. 1885 IM WIDERSTAND - KPD VERHAFTET 1944 BEFREIUNGSAKTION THÄLMANN GEFÄNGNIS POTSDAM BEFREIT - ÜBERLEBT                                          | Rielasinger Straße 155 ·                             | Georg Blohorn (sen.) Der Stolperstein wurde am 10. März 2013 verlegt. |
|                 | HIER WOHNTE GEORG BLONHORN JG. 1912 IM WIDERSTAND - KPD VERHAFTET 1937 ZUCHTHAUS ASCHENDORFER MOOR BEFREIT - ÜBERLEBT                                                         | Rielasinger Straße 155 ·                             | Georg Blohorn jun. Der Stolperstein wurde am 10. März 2013 verlegt. |
|                 | ERNST THÄLMANN JG. 1886 VORSITZENDER/KPD VERHAFTET 3.3.1933 BUCHENWALD ERMORDET 18.8.1944                                                                                     | Rielasinger Straße 180 ·                             | Ernst Thälmann Der Stolperstein wurde am 20. Februar 2018 verlegt. Weitere Stolpersteine befinden sich in Hamburg-Altstadt und Hamburg-Eppendorf. |
|                 | HIER WOHNTE ROSA THÄLMANN GEB. KOCH JG. 1890 IM WIDERSTAND/KPD VERHAFTET 1944 RAVENSBRÜCK BEFREIT                                                                             | Rielasinger Straße 180 ·                             | Rosa Thälmann Der Stolperstein wurde am 20. Februar 2018 verlegt. |
|                 | HIER WOHNTE IRMA VESTER GEB. THÄLMANN JG. 1919 VERHAFTET 1944 RAVENSBRÜCK BEFREIT                                                                                             | Rielasinger Straße 180 ·                             | Irma Vester, geb. Thälmann Der Stolperstein wurde am 20. Februar 2018 verlegt. |
|                 | HIER WOHNTE HEINRICH WEIL JG. 1927 FLUCHT 1933 ELSASS SCHICKSAL UNBEKANNT | Scheffelstraße 8 ·                                   | Heinrich Weil Der Stolperstein wurde am 13. November 2012 verlegt. |
|                 | HIER WOHNTE LUCIE WEIL JG. 1926 FLUCHT 1933 ELSASS ÜBERLEBT | Scheffelstraße 8 ·                                   | Lucie Weil Der Stolperstein wurde am 13. November 2012 verlegt. |
|                 | HIER WOHNTE MARGARETE WEIL JG. 1889 FLUCHT 1935 ELSASS DEPORTIERT 1944 AUSCHWITZ ERMORDET 1944                                                                                | Scheffelstraße 8 ·                                   | Margarete Weil Der Stolperstein wurde am 13. November 2012 verlegt. |
|                 | HIER WOHNTE HANS KAISER JG. 1910 FLUCHT 1938 USA | Scheffelstraße 15 ·                                  | Hans Kaiser |
|                 | HIER WOHNTE JOHANNA KAISER GEB. FRANK JG. 1909 FLUCHT 1938 USA | Scheffelstraße 15 ·                                  | Johanna Kaiser, geb. Frank |
|                 | KASPAR HARTMANN JG. 1913 VERHAFTET 16.4.1941 KZ DACHAU 1942 KZ MAUTHAUSEN ERMORDET 15.5.1942                                                                                  | Scheffelstraße 23 ·                                  | Kaspar Hartmann Der Stolperstein wurde am 13. Juni 2024 verlegt. |
|                 | ALOIS JAKOB HARTMANN JG. 1918 VERHAFTET 22.5.1942 KZ DACHAU KZ SACHSENHAUSEN 1943 MAJDANEK ERMORDET                                                                           | Scheffelstraße 23 ·                                  | Alois Jakob Hartmann Der Stolperstein wurde am 13. Juni 2024 verlegt. |
|                 | HIER WOHNTE LIESELOTTE FRANK GEB. GUTTMANN JG. 1913 FLUCHT 1933 FRANKREICH VERHAFTET 1941 GURS ENTLASSEN 1941 HEIRAT - ÜBERLEBT                                               | Scheffelstraße 26 ·                                  | Lieselotte Frank, geb. Guttmann Der Stolperstein wurde am 31. Januar 2015 verlegt. |
|                 | HIER WOHNTE DR. BEATE GUTTMANN JG. 1911 FLUCHT 1937 ECUADOR | Scheffelstraße 26 ·                                  | Dr. Beate Guttmann Der Stolperstein wurde am 31. Januar 2015 verlegt. |
|                 | HIER WOHNTE BERTHOLD GUTTMANN JG. 1884 DEPORTIERT 1942 IZBICA ERMORDET 1942                                                                                                   | Scheffelstraße 26 ·                                  | Berthold Guttmann Der Stolperstein wurde am 31. Januar 2015 verlegt. |
|                 | HIER WOHNTE HANS-JULIUS GUTTMANN JG. 1919 FLUCHT 1939 ENGLAND | Scheffelstraße 26 ·                                  | Hans-Julius Guttmann Der Stolperstein wurde am 31. Januar 2015 verlegt. |
|                 | HIER WOHNTE HELENE GUTTMANN GEB. HAMMEL JG. 1890 FLUCHT 1939 ECUADOR | Scheffelstraße 26 ·                                  | Helene Guttmann, geb. Hammel Der Stolperstein wurde am 31. Januar 2015 verlegt. |
|                 | HIER WOHNTE& IDA GUTTMANN GEB. JACOB JG. 1890 DEPORTIERT 1942 IZBICA ERMORDET 1942                                                                                            | Scheffelstraße 26 ·                                  | Ida Guttmann, geb. Jacob Der Stolperstein wurde am 31. Januar 2015 verlegt. |
|                 | HIER WOHNTE JOHANNA GUTTMANN JG. 1917 DEPORTIERT 1942 AUSCHWITZ ERMORDET 1942                                                                                                 | Scheffelstraße 26 ·                                  | Johanna Guttmann Der Stolperstein wurde am 31. Januar 2015 verlegt. |
|                 | HIER WOHNTE MARTIN GUTTMANN JG. 1914 FLUCHT 1939 ECUADOR | Scheffelstraße 26 ·                                  | Martin Guttmann Der Stolperstein wurde am 31. Januar 2015 verlegt. |
|                 | HIER WOHNTE SALOMON GUTTMANN JG. 1883 FLUCHT 1939 ECUADOR | Scheffelstraße 26 ·                                  | Salomon Guttmann Der Stolperstein wurde am 31. Januar 2015 verlegt. Auch vor dem Haus Breitestraße 10 in Engen wurde für Salomon „Sally“ Guttmann am 19. März 2023 ein Stolperstein verlegt, siehe „Stolpersteine in Engen“. |
|                 | HIER WOHNTE SIEGFRIED GUTTMANN JG. 1879 GEDEMÜTIGT - ENTRECHTET HAUSDURCHSUCHUNG DURCH GESTAPO HERZINFARKT 26.4.1942                                                          | Scheffelstraße 26 ·                                  | Siegfried Guttmann Der Stolperstein wurde am 31. Januar 2015 verlegt. |
|                 | HIER WOHNTE SOFIE GUTTMANN JG. 1887 DEPORTIERT 1942 IZBICA ERMORDET 1942 | Scheffelstraße 26 ·                                  | Sofie Guttmann Der Stolperstein wurde am 31. Januar 2015 verlegt. |
|                 | HIER ARBEITETE SELMA LIPSKI JG. 1876 DEPORTIERT 1941 KOWNO ERMORDET 25.11.1941                                                                                                | Scheffelstraße 33 ·                                  | Selma Lipski (* 1865) war Geschäftsführerin der Firma Wohlwert, ein Kleinpreisgeschäft mit einem Stab von 25 Mitarbeitern. Nach der Arisierung ihres Geschäfts (1938) wurde sie über Berlin nach Kowno (lit. Kaunas) deportiert und dort 1941 ermordet. Der Stolperstein wurde 2010 verlegt. |
|                 | HIER WOHNTE OTTO EHINGER JG. 1900 EINGEWIESEN HEIL-PFLEGEANSTALT REICHENAU 'VERLEGT' 1940 GRAFENECK ERMORDET 24.7.1940 AKTION T4                                              | Schmiedstraße 13 ·                                   | Otto Ehinger Der Stolperstein wurde am 14. Juli 2011 verlegt. |
|                 | HIER ARBEITETE MAX MADDALENA JG. 1895 GEWERKSCHAFTER REICHSTAGSABGEORDNETER KPD VERHAFTET 1935 'HOCHVERRAT' ZUCHTHAUS BRANDENBURG-GÖRDEN ERMORDET 22.10.1943                  | Schwarzwaldstraße 30 ·                               | Max Maddalena wurde 1895 als Maximilian Osswald in Riedheim geboren. Nach der Volksschule, die er mit 14 Jahren im Frühjahr 1909 abschloss, begann Maddalena als Schlosser in den „Fitting-Werken“ zu arbeiten. Anfang 1913 zog er nach Singen, war bis 1914 Georg Fischer und nach 1918 in den Aluminiumwalzwerken als Metallarbeiter beschäftigt. Mit 16 Jahren trat Maddalena als Lehrling dem Deutschen Metallarbeiterverband bei und übernahm seine erste Gewerkschaftsfunktion. Im Jahr 1913 schloss er sich der Arbeiterjugendbewegung und der Sozialdemokratischen Partei an; 1918 wurde er Mitglied der USPD. Seit 1921 war er Mitglied der Kommunistischen Partei Deutschlands, 1922/23 deren politischer Leiter des Unterbezirks Singen-Konstanz. Von Mai 1928 bis März 1933 gehörte er als Abgeordneter der KPD dem Reichstag an, er vertrat Wahlkreise in Schleswig-Holstein, Hamburg und Breslau. Am 27. März 1935 wurde er in Berlin durch die Gestapo verhaftet, verraten von einem KPD-Mitglied, das als Spitzel für die Gestapo arbeitete. 1936 wurde Maddalena vom nationalsozialistischen Volksgerichtshof in Berlin wegen „Vorbereitung zum Hochverrat unter erschwerenden Umständen“ zum Tode verurteilt, am 4. Juni 1937 nach dreitägiger Verhandlung jedoch „zur dauernden Unschädlichmachung“ zu lebenslanger Zuchthausstrafe begnadigt. Max Maddalena starb nach insgesamt acht Jahren unmenschlicher Haft am 22. Oktober 1943 an den Folgen seiner schweren Verwundung aus dem Ersten Weltkrieg und an einer Magenerkrankung bzw. Leberzirrhose als ein Opfer der sogenannten „schleichenden Hinrichtung“ der NS-Justiz. Der Stolperstein wurde am 14. Juli 2011 verlegt. |
|                 | HIER ARBEITETE UND WIRKTE FRIEDRICH VALLENDOR JG. 1880 VERHAFTET 22.8.1944 AKTION 'GITTER' KZ NATZWEILER KZ DACHAU ERMORDET 17.10.1944                                        | Schwarzwaldstraße 30 ·                               | Friedrich Vallendor Der Stolperstein wurde 2010 verlegt. |
|                 | HIER WOHNTE KARL JÄCKLE JG. 1885 IM WIDERSTAND - DGB VERHAFTET 1944 'AKTION GITTER' GEFÄNGNIS DARMSTADT NATZWEILER-STRUTHOF DACHAU - ALLACH BEFREIT - ÜBERLEBT                | Uhlandstraße 180 ·                                   | Karl Jäckle Der Stolperstein wurde am 13. November 2012 verlegt. |
|                 | HIER WOHNTE ERWIN WEICK JG. 1907 IM WIDERSTAND - KPD VERHAFTET 1937 FLUCHTHILFE ZUCHTHAUS ASCHENDORFER MOOR BEFREIT - ÜBERLEBT                                                | Uhlandstraße 194 ·                                   | Erwin Weick Der Stolperstein wurde am 13. November 2012 verlegt. |
|                 | HIER WOHNTE ALBERT BRONNER JG. 1901 ZEUGE JEHOVAS VERHAFTET 1938 VERWEIGERTE KRIEGSPRODUKTION DACHAU MAUTHAUSEN ÜBERLEBT                                                      | Wiesenstraße 2 ·                                     | Albert Bronner, ein Zeuge Jehovas, wurde im April 1938 von der Gestapo verhaftet und saß im Radolfzeller Gefängnis in Schutzhaft. Von dort wurde er ohne Gerichtsverfahren in das KZ Dachau und später in das KZ Mauthausen überführt. Er starb wenige Tage nach seiner Befreiung durch die Amerikaner. Der Stolperstein wurde am 14. Juli 2011 verlegt. |
|                 | HIER WOHNTE FRIEDA GOLLRAD JG. 1904 EINGEWIESEN 1926 HEIL-PFLEGEANSTALT REICHENAU 'VERLEGT' 1940 GRAFENECK ERMORDET 17.6.1940 AKTION T4                                       | Zelglestraße 9 ·                                     | Frieda Gollrad Der Stolperstein wurde am 14. Juli 2011 verlegt. |
|                 | HIER WOHNTE KARL MAMERT THOMA JG. 1912 VERHAFTET 1933 GEFÄNGNIS ÜBERLINGEN LAGER ANKENBUCK 1936 ZUCHTHAUS LUDWIGSBURG 1939 SACHSENHAUSEN 1943 FLOSSENBÜRG ÜBERLEBT            | Stadtteil Hausen an der Aach, · Zur Dornermühle 27 · | Karl Mamert Thoma wurde am 28. April 1912 in Hausen an der Aach geboren und verbrachte dort auch seine Kindheit. Ab 1929 war er Mitglied im Kommunistischen Jugendverband Singen (KJV) und später in der Kommunistischen Partei Deutschlands (KPD). Vom 3. März bis zum 28. August 1933 war Thoma im Überlinger Gefängnis sowie im KZ Ankenbuck inhaftiert. Nach Untersuchungshaft in Radolfzell, Konstanz und Stockach wurde Karl Thoma 1936 wegen Hochverrats verurteilt und in das Zuchthaus Ludwigsburg überstellt. Von dort kam er 1939 erst in das KZ Sachsenhausen und später in das KZ Flossenbürg. Nach der Befreiung im Mai 1945 kam Thoma Anfang September nach Hausen zurück. Vom 1. November 1945 bis zum 15. Dezember 1948 sowie vom 10. März 1962 bis zum 9. Juni 1970 war Karl Thoma Bürgermeister seiner Heimatgemeinde. Er verstarb am 17. Mai 1985 und wurde auf dem Hausener Friedhof beigesetzt. Der Stolperstein wurde am 14. Juli 2011 verlegt. |

## Straßen und Plätze

### Scheffelstraße
Nach der Wende zum 20. Jahrhundert war die Scheffelstraße die bedeutendste Einkaufsstraße Singens. Noch heute sind hier traditionsreiche Geschäfte zu finden, deren Geschichte bis weit in die Kaiserzeit zurückreicht. Einige Geschäfte wurden von Deutschen jüdischen Glaubens betrieben: Die seit 1889 in Singen ansässige Firma Guggenheim verkaufte im Haus Nr. 6 Aussteuerungsgegenstände und Manufakturwaren sowie im Haus Nr. 14 Spielwaren und Haushaltsgegenstände. Die Firma Guggenheim ließ 1912 auch das imposante Geschäfts- und Wohngebäude Nr. 13 errichten. 1939 mussten die Gebäude verkauft und ihre Geschäfte geschlossen werden.
In der Scheffelstraße 26 betrieb die Familie Guttmann ein Geschäft für Damen- und Herrenmoden. Auch sie musste das Gebäude 1939 verkaufen und ihr Geschäft schließen.

### Schwarzwaldstraße 30
In Singen traten Ende des 19. Jahrhunderts die ersten Gewerkschaften auf: christliche, sozialistische und später die revolutionären Gewerkschaften. Alle drei Richtungen wurden 1933 von den Nationalsozialisten verboten, ihre Mitglieder verfolgt, verhaftet und teils ermordet. An der Adresse Schwarzwaldstraße 30 wurde im Rahmen des Geschichtspfad Singen eine Infotafel zu den Gewerkschaften angebracht.